# 新呼吸
『新呼吸』（しんこきゅう）は、Base Ball Bearのメジャー4枚目のアルバム。

## 解説
- 前作『CYPRESS GIRLS』『DETECTIVE BOYS』から約1年2ヶ月ぶりのリリース。
- 公開プリプロダクションと銘打った前作（3.5th）を経てのアルバムであるため、4.0thフルアルバムと表記される。
- 楽曲には、それぞれが歌っている1日の時間が割り振られている。また、3枚の先行シングルのカップリングにも時間が割り振られている。
- 小出は「このコンセプトにしたせいで縛りが強く、制作が困難を極めた」「（こういった縛りでは）二度とやりたくない」と語っている。
- 初回限定盤はダブル紙ジャケット仕様となっている。また、ビデオクリップ集『映像版「バンドBについて」第二巻』と同日発売となった。
- 台湾盤が同年11月11日[2]にリリースされた。なお日本国内では台湾盤の販売はなされなかった。
- CM作成に当たっては、ボーカルの小出祐介とCMプランナーの嵐田光が小出のTwitter上にて公開プレゼンを行い作成した。作成したCMは全部で15本あり、それらはすべて2度目の日本武道館公演を収録したDVDの初回盤に特典として収録されている。CM（グラデ篇）では「すべての、2011年に。」とのキャッチコピーがあった[3]。
- オリコンチャートの2011年11月15日付週間CDアルバムランキングでは、1万2,201枚を売り上げ5位にランクインした。
- 本作リリース後、翌2012年1月3日に日本武道館にて『10th Anniversary tour(This Is The)Base Ball Bear part.2「Live新呼吸」』を開催。さらに、2012年5月から7月にかけて『TOUR 新呼吸』を、9月から11月にかけて『TOUR 新呼吸 take2』をそれぞれ開催した。
- Base Ball Bearのリリースしたフルアルバムの中では今作が現時点では最も高いオリコン順位を記録している。

## 収録曲
| 全作詞・作曲: 小出祐介、全編曲: Base Ball Bear。 |                                         |          |            |      |
| #                                                | タイトル                                | 作詞     | 作曲・編曲 | 時間 |
| 1.                                               | 「深朝」                                | 小出祐介 | 小出祐介   | 3:35 |
| 2.                                               | 「ダビングデイズ」                      | 小出祐介 | 小出祐介   | 3:21 |
| 3.                                               | 「school zone」                         | 小出祐介 | 小出祐介   | 3:54 |
| 4.                                               | 「転校生」                              | 小出祐介 | 小出祐介   | 5:06 |
| 5.                                               | 「スローモーションをもう一度」          | 小出祐介 | 小出祐介   | 6:35 |
| 6.                                               | 「short hair」                          | 小出祐介 | 小出祐介   | 4:20 |
| 7.                                               | 「Tabibito In The Dark」                | 小出祐介 | 小出祐介   | 3:55 |
| 8.                                               | 「ヒカリナ」                            | 小出祐介 | 小出祐介   | 3:03 |
| 9.                                               | 「夜空1/2」(作詞: 小出祐介・福岡晃子)   | 小出祐介 | 小出祐介   | 5:12 |
| 10.                                              | 「kodoku no synthesizer」               | 小出祐介 | 小出祐介   | 5:25 |
| 11.                                              | 「yoakemae（hontou_no_yoakemae ver.）」 | 小出祐介 | 小出祐介   | 4:32 |
| 12.                                              | 「新呼吸」                              | 小出祐介 | 小出祐介   | 6:52 |
| 合計時間:                                        | 合計時間:                               | 55:50    |            |      |

### 楽曲について
1. 深朝
  - 時間は“4”
  - 「しんちょう」と読む。眠らずに明けた朝で、深夜の次の時間帯を指している。
  - イントロがアルバムのCMに使用されている。
2. ダビングデイズ
  - 時間は“7”
  - 小出はこの曲について『「(WHAT IS THE)LOVE & POP?」の頃の気持ちを引きずっている』と語っている。
3. school zone
  - 時間は“9”
  - 自分はもう学生ではなく、スクールゾーンの中にいないことについて歌った曲。
4. 転校生#* 時間は“13”
  - 「Transfer Girl」の続編にあたる曲。歌詞にも「Transfer Girl」という言葉が登場する。
  - 「転校生」というタイトルは元々、「Transfer Girl」のもう1つのタイトル案であった。
  - 「転校生」、「Transfer Girl」と同一のフレーズが登場する楽曲「(LIKE A)TRANSFER GIRL」が、2017年リリースの7thアルバム「光源」に収録されている。小出はこの3曲をまとめて＜三部作＞としている[4]。
5. スローモーションをもう一度
  - 時間は“16”
  - 両A面シングルの1曲として発表された「スローモーションをもう一度  part.2」とは別曲。
6. short hair
  - 時間は“17”
  - 13thシングル曲
7. Tabibito In The Dark
  - 時間は“19”
  - 14thシングル曲
8. ヒカリナ
  - 時間は“21”
  - LISMOドラマ『REPLAY & DESTROY』主題歌
  - Base Ball Bearのキャリア初のドラマ主題歌。
  - タイトルは、「光りな」という言葉と、小出が作った架空の花「ヒカリナ」から。
9. 夜空1/2 （作詞：小出祐介・福岡晃子）
  - 時間は“24”
  - 「よぞらにぶんのいち」と読む。
  - 作詞に福岡晃子が参加している。
10. kodoku no synthesizer
  - 時間は“26”
  - 『映像版「バンドBについて」第二巻』のエンドクレジットとしてMVが制作された。監督は遠藤主任。
11. yoakemae（hontou_no_yoakemae ver.）
  - 時間は“27”
  - 12thシングル曲のアルバムバージョン。
12. 新呼吸
  - 時間は“29”
  - アルバムのリードトラック。